# Kreisgericht Carthaus
Das Kreisgericht Carthaus war ein preußisches Kreisgericht in der damaligen Provinz Preußen mit Sitz in der Stadt Carthaus.

## Geschichte
In Bezirk des Kreisgerichts Carthaus bestanden bis 1849 das königliche Landgericht Carthaus sowie viele Patrimonialgerichte.
1849 wurden in Preußen einheitlich Kreisgerichte geschaffen. Hierbei wurde die Patrimonialgerichtsbarkeit abgeschafft und die Patrimonialgerichte wurden aufgehoben. Auch die eingangs genannten Gerichte wurden aufgehoben und es entstand das Königliche Kreisgericht Carthaus im Sprengel des Appellationsgerichts Marienwerder. Es war für den Landkreis Carthaus zuständig.
Schwurgerichtssachen wurden am Stadt- und Kreisgericht Danzig verhandelt. Am Gericht waren 1870 ein Direktor und sechs Kreisrichter eingesetzt. 1870 betrug die Zahl der Gerichtseingesessenen 53.715. Gerichtstage wurden in Mirchau und Sullenschin gehalten.
Im Rahmen der Reichsjustizgesetze wurde das Gerichtswesen in Deutschland 1879 vereinheitlicht. Damit wurde das Kreisgericht Carthaus aufgehoben und das königlich preußische Amtsgericht Carthaus mit Wirkung zum 1. Oktober 1879 als eines von neun Amtsgerichten im Bezirk des Landgerichtes Danzig als Nachfolger gebildet.